# フィリプ・カシャ
フィリプ・カシャ（Filip Kaša、1994年1月1日 - ）は、チェコ・オストラヴァ出身のサッカー選手。FC DAC 1904ドゥナイスカー・ストレダ所属。ポジションはDF。

## クラブ経歴
FCバニーク・オストラヴァでプロキャリアをスタートさせ、2014年5月5日のSKシグマ・オロモウツ戦でプロ初ゴールを挙げた。
2016年7月13日、バニーク・オストラヴァとの契約を解除してスロバキアのMŠKジリナに加入した。
2020年5月6日、FCヴィクトリア・プルゼニに移籍し、3年契約を交わした。

## 代表経歴
2021年9月5日、2022 FIFAワールドカップ・予選のベルギー代表戦にてチェコ代表デビューを果たした。